# Battlefield 4
Battlefield 4 là một game bắn súng góc nhìn thứ nhất được EA DICE phát triển và Electronic Arts phát hành. Đây là phần tiếp theo của Battlefield 3 năm 2011 và được phát hành vào tháng 10 năm 2013 cho Microsoft Windows, PlayStation 3 và Xbox 360; sau đó vào tháng 11 cho PlayStation 4 và Xbox One.
Battlefield 4 được hoan nghênh với sự đón nhận tích cực. Game được khen ngợi về chế độ chơi mạng, lối chơi và đồ họa, nhưng cũng bị chỉ trích vì phần chiến dịch chơi đơn ngắn củn và hời hợt, và vì nhiều lỗi và trục trặc trong game. Game được coi là một thành công về mặt thương mại, bán được hơn 7 triệu bản.

## Lối chơi
Màn hình hiển thị của trò chơi (HUD) bao gồm hai hình chữ nhật nhỏ gọn. Góc dưới bên trái có bản đồ thu nhỏ và la bàn để điều hướng và thông báo mục tiêu đơn giản hóa phía trên nó; phía dưới bên phải bao gồm một hộp đạn nhỏ gọn và cột máu. Phía trên bên phải hiển thị thông báo tiêu diệt tất cả người chơi trong game. Trên phiên bản Windows của trò chơi, phía trên bên trái có cửa sổ chat khi ở chế độ nhiều người chơi. Bản đồ mini, cũng như màn hình trò chơi chính, hiển thị các biểu tượng biểu thị ba loại thực thể: màu xanh dương cho đồng minh, màu xanh lá cây cho đồng đội và màu cam cho kẻ thù, điều này áp dụng cho tất cả các tương tác trên chiến trường. Tùy chọn Battlefield 4 cũng cho phép người chơi mù màu thay đổi các chỉ số màu trên màn hình thành: tritanomaly, deuteranomaly và protanomaly.
Tùy chỉnh vũ khí là mở rộng và khuyến khích. Vũ khí chính, phụ và cận chiến đều có thể được tùy chỉnh với các phụ kiện vũ khí và ngụy trang 'da'. Hầu hết các vũ khí cũng có cài đặt mặc định cho các chế độ bắn khác nhau (ví dụ: bán tự động, bắn tự động), cho phép người chơi thích nghi với môi trường mà họ tìm thấy. Người chơi có thể "phát hiện" mục tiêu (đánh dấu vị trí của mình cho đội của người chơi) trong chiến dịch chơi đơn (lần đầu tiên trong dòng game Battlefield) cũng như trong phần chơi mạng. Hệ thống thả đạn của trò chơi đã được tăng cường đáng kể, buộc người chơi phải thay đổi cách giao chiến từ xa đến trung bình. Ngoài ra, người chơi có nhiều khả năng chiến đấu hơn, như chống lại các cuộc tấn công cận chiến từ phía trước trong khi đứng hoặc cúi xuống, bắn bằng cẳng tay trong khi bơi và lặn dưới nước để tránh sự phát hiện của kẻ thù. Khả năng chiến đấu tiêu chuẩn vẫn còn hiện tại bao gồm, nạp đạn trong khi chạy nước rút, chạy nước rút không giới hạn, nằm sấp và nhảy sào.

### Phần chơi đơn
Chiến dịch chơi đơn có một số điểm khác biệt so với thành phần chơi mạng chính yếu. Đối với hầu hết các phần, người chơi phải vượt qua các cấp độ kiểu sandbox nhỏ, trong một số trường hợp sử dụng các loại khí tài quân sự, như xe tăng và tàu thuyền, để vượt qua môi trường. Là nhân vật của người chơi, Recker, người chơi có thể sử dụng hai chức năng chỉ dành cho chiến dịch: lệnh Engage và ống nhòm chiến thuật. Lệnh Engage chỉ đạo các đồng đội của Recker, và đôi khi là các đơn vị bạn khác, tấn công bất kỳ quân địch nào trong tầm nhìn của Recker. Ống nhòm chiến thuật tương tự như một ống ngắm laser, theo nghĩa là nó cho phép người chơi xác định các đơn vị bạn và địch, kho vũ khí, chất nổ và các mục tiêu trong phạm vi này. Bằng cách xác định kẻ thù, người chơi có thể làm cho chúng hiển thị mà không cần sử dụng tấm che mặt, giúp chúng dễ dàng đánh dấu cho đồng đội hơn. Tại một thời điểm, Recker sẽ mất một thời gian ngắn màn hình chiến thuật, buộc họ chỉ sử dụng lệnh Engage để điều khiển các đồng đội của mình vào một số lượng kẻ thù hạn chế.
Chiến dịch có các nhiệm vụ yêu cầu những hành động cụ thể và mở khóa vũ khí để sử dụng trong phần chơi mạng khi hoàn thành. Bộ sưu tập vũ khí trở lại cùng với việc giới thiệu các dog tag sưu tập được sử dụng trong phần chơi mạng. Thùng vũ khí được tìm thấy trong tất cả các cấp, cho phép người chơi có được đạn và chuyển vũ khí. Trong khi các thùng giữ vũ khí mặc định, vũ khí thu thập có thể được sử dụng bất cứ khi nào lấy được và vũ khí dành riêng cho màn chơi này có thể được sử dụng sau khi hoàn thành nhiệm vụ cụ thể bằng cách đạt đủ điểm ở màn đó.

## Phát triển
Chủ tịch của Electronic Arts là Frank Gibeau confirmed đã xác nhận ý định của công ty là phát hành phần tiếp theo của Battlefield 3 trong bài phát biểu tại Đại học Nam California nơi ông nói "Sẽ có Battlefield 4". Sau đó, một phát ngôn viên của EA đã nói với IGN: "Frank đã nói rộng về thương hiệu Battlefield brand—một thương hiệu mà EA rất đam mê và một cộng đồng người hâm mộ mà EA cam kết." Trước thềm ra mắt Battlefield 3, EA Digital Illusions CE đã nói với Eurogamer rằng đó là hy vọng của studio Thụy Điển rằng một ngày nào đó sẽ có cơ hội để tạo ra Battlefield 4. "Cảm giác này giống như ngày nay," giám đốc điều hành Patrick Bach nói. "Thật thú vị. Toàn bộ điều Frostbite 2 đã mở ra một khung cảnh lớn phía trước chúng tôi để chúng tôi có thể làm bất cứ điều gì chúng tôi muốn."
Battlefield 4 được xây dựng trên engine Frostbite 3. Engine Frostbite mới cho phép môi trường thực tế hơn với kết cấu và hiệu ứng hạt có độ phân giải cao hơn. Một hệ thống "nước nối mạng" mới cũng đang được giới thiệu, cho phép tất cả người chơi trong trò chơi có thể nhìn thấy cùng một làn sóng cùng một lúc. Tessellation cũng đã được đại tu. Một thử nghiệm Alpha bắt đầu vào ngày 17 tháng 6 năm 2013 với lời mời được gửi ngẫu nhiên qua email cho người chơi Battlefield 3 vào ngày hôm trước. Cuộc thử nghiệm diễn ra trong hai tuần và có bản đồ Siege of Shanghai với tất cả các kết cấu bị loại bỏ, về cơ bản làm cho nó trở thành một thử nghiệm "whitebox". Do sự tiếp nhận hỗn hợp của Chế độ Co-op hai người chơi trong Battlefield 3, DICE đã quyết định bỏ qua chế độ này từ Battlefield 4 để tập trung vào việc cải thiện cả các thành phần chơi chiến dịch và chơi mạng.

## Đón nhận

### Bình phẩm
Battlefield 4 nhận được đánh giá tích cực từ giới phê bình. Chris Watters của GameSpot đã khen ngợi Obliteration Mode và các yếu tố nhiều người chơi nhưng mặt khác lại không ấn tượng với chiến dịch. Mitch Dyer của IGN cho biết "Battlefield 4 là album thành công nhất trong số di sản chơi mạng của DICE" cho các phiên bản tương tự. Evan Lahti của PC Gamer tuyên bố rằng mặc dù trò chơi này rất giống với Battlefield 3 nhưng nó vẫn giữ được "một FPS hài lòng về mặt trực quan và cực kỳ đáng tin cậy". Commander Mode và lựa chọn bản đồ đa dạng trong chế độ nhiều người chơi cũng được ca ngợi là bổ sung tốt cho trò chơi. David Hinkle của Joystiq' nói rằng game "thả người chơi vào một sandbox và tháo gỡ tất cả các tether, mất điểm của những người lính tụ họp thành nhóm và hạ gục đối phương theo cách họ chọn". Hinkle ca ngợi các yếu tố chiến dịch, nhưng thấy phần chơi mạng không nắm giữ bất kỳ sự ngạc nhiên nào. Lance Liebl của GameZone tuyên bố "Thành công của bạn trong Battlefield tùy thuộc vào bạn và bạn làm việc nhóm như thế nào. Và đó là một trong những trò chơi bổ ích nhất tôi từng chơi. Battlelog cần một số tinh chỉnh, và vẫn còn quá nhiều lỗi, nhưng phần chơi mạng nhiều hơn là bù đắp cho tất cả." Lawrence Sonntag của Machinima ca ngợi tính năng Levolution và phần chơi mạng.
Tuy nhiên, một số nhà phê bình lưu ý rằng phần chơi mạng của trò chơi được phát hành với rất nhiều lỗi làm hỏng game trên PC, PlayStation 4 và Xbox One, chẳng hạn như sự cố máy chủ và lag. Polygon đã xem xét trò chơi vào ngày phát hành và chấm cho 7.5 điểm, sau đó hạ điểm số của họ xuống 4 sau khi thừa nhận rằng game "vẫn còn khó chơi đối với nhiều người chơi".
DICE sau đó đã thừa nhận các vấn đề với phần nhiều người chơi của game và nói rằng họ đang cố gắng khắc phục chúng và họ sẽ không làm việc trên các bản mở rộng hoặc các dự án trong tương lai cho đến khi các vấn đề về trò chơi được giải quyết. Bất chấp lời hứa này, bản mở rộng thứ hai của trò chơi đã được phát hành trong khi nhiều vấn đề định kỳ vẫn chưa được giải quyết.

### Doanh số
Trong tuần đầu tiên bày bán tại Vương quốc Anh, Battlefield 4 đã trở thành tựa game bán chạy thứ hai trên tất cả các định dạng có sẵn, chỉ sau Assassin's Creed IV: Black Flag. Doanh số của trò chơi đã giảm 69% so với Battlefield 3 năm 2011. EA blamed đổ lỗi cho sự sụt giảm nhu cầu về sự không chắc chắn gây ra bởi sự chuyển đổi sắp tới sang console thế hệ thứ tám.
Theo số liệu của NPD Group, Battlefield 4 là tựa game bán chạy thứ hai trong tháng 11 tại Mỹ, chỉ sau Call of Duty: Ghosts. Vào tháng 2 năm 2014, EA đã thông báo rằng dịch vụ Premium cho trò chơi đã bán được hơn 1,6 triệu bản. Vào tháng 5 năm 2014, trò chơi đã bán được hơn 7 triệu bản.

### Giải thưởng
Theo EA, Battlefield 4 đã nhận được giải thưởng từ hơn 30 ấn phẩm ngành game trước khi phát hành. Battlefield 4 xuất hiện trong một số danh sách cuối năm của những game bắn súng góc nhìn thứ nhất hay nhất năm 2013, nhận được chiến thắng từ Giải thưởng 18th Satellite, và GamesRadar.

## Tranh cãi

### Lệnh cấm ở Trung Quốc
Vào cuối tháng 12 năm 2013, ngay sau khi phát hành gói DLC "China Rising", Trung Quốc đã cấm phân phối và bán Battlefield 4, yêu cầu các cửa hàng và nhà cung cấp trực tuyến gỡ bỏ trò chơi và khuyến khích những người đã mua trò chơi loại bỏ nó khỏi console và/hoặc PC của mình. Trò chơi được xem là một rủi ro an ninh quốc gia dưới hình thức xâm lược văn hóa vì DLC bao gồm bốn bản đồ trên lục địa Trung Quốc.
Một bài xã luận của Báo Quốc phòng Trung Quốc (một công ty con của PLA Daily) xuất bản vào tháng 12 năm 2013 đã chỉ trích tựa game này làm mất uy tín chủ quyền quốc gia của Trung Quốc, và tuyên bố rằng trong quá khứ, Liên Xô thường sẽ được sử dụng như một kẻ thù tưởng tượng trong trò chơi điện tử, sự thay đổi gần đây đã chuyển sang Trung Quốc.

### Lệnh cấm ở Việt Nam
Battlefield 4 đã từng chiếu hình ảnh bản đồ vi phạm chủ quyền Việt Nam, trò chơi còn có bản đồ online lấy bối cảnh ở quần đảo Hoàng Sa nhưng mô tả lại ghi là của Trung Quốc, dẫn đến hậu quả là những người chơi trò chơi này sẽ chỉ công nhận Hoàng Sa là của Trung Quốc và sau đó trò chơi bị cấm ở Việt Nam.